# Nogajok
A nogajok (oroszul Нога́йцы) egy török népcsoport, mely főleg Oroszországban, Dagesztánban, a Sztavropoli határterületen és Karacsáj- és Cserkeszföldön él.

## Történelem és lakóhely
A nogajok Dagesztánon belül Mahacskala városában, a Nogaj járás, a Babajurti járás, a Kizljari járás és a Tarumovkai járás területén élnek. A Sztavropoli határterületen belül pedig főleg a Nyeftyekumszki járásban. Karacsáj- és Cserkeszföldön a Nogáj járás és az Adige-habli járás területén. Kisebb számban megtalálhatók az Asztraháni területen, Csecsenföldön és a Tyumenyi területen is.

## Népesség
A különböző összeírásokkor a nogajok száma a következőképpen alakult Oroszországban:
- 1926-ban: 36 089 fő
- 1939-ben: 36 088 fő
- 1959-ben: 37 656 fő
- 1970-ben: 51 159 fő
- 1979-ben: 58 639 fő
- 1989-ben: 73 703 fő
- 2002-ben: 90 666 fő
- 2010-ben: 103 660 fő